# مجلة نيويورك تايمز
مجلة نيويورك تايمز هي ملحق لمجلة صنداي متضمنة في طبعة الأحد من صحيفة نيويورك تايمز . تحتوي على مقالات أطول من تلك الموجودة عادة في الصحف وقد اجتذبت العديد من المساهمين البارزين. تشتهر المجلة بتصويرها، خاصة فيما يتعلق بالموضة والأناقة. كانت ألغازها شائعة منذ تقديمها.

## تاريخ
نُشر العدد الأول لها في 6 سبتمبر 189، واحتوى على الصور الأولى المطبوعة في الجريدة. في العقود الأولى، كانت جزءًا من الورقة العريضة ولم تكن ملحقًا كما هو اليوم. كان إنشاء مجلة صنداي «جادة» جزءًا من إصلاح شامل للصحيفة بتحريض في ذلك العام من قبل مالكها الجديد، أدولف أوش، الذي حظر أيضًا القصص الخيالية والقصص المصورة وأعمدة الشائعات من الصحيفة، ويُنسب إليه الفضل عمومًا في إنقاذ صحيفة نيويورك تايمز من الخراب المالي. في عام 1897، نشرت المجلة مجموعة من الصور الفوتوغرافية المكونة من 16 صفحة توثق اليوبيل الماسي للملكة فيكتوريا، وهو «عمل مكلف» نتج عنه إصدار واسع الانتشار وساعد في دفع المجلة إلى النجاح.

## روابط خارجية
- الموقع الرسمي